# Pulli-nederzetting

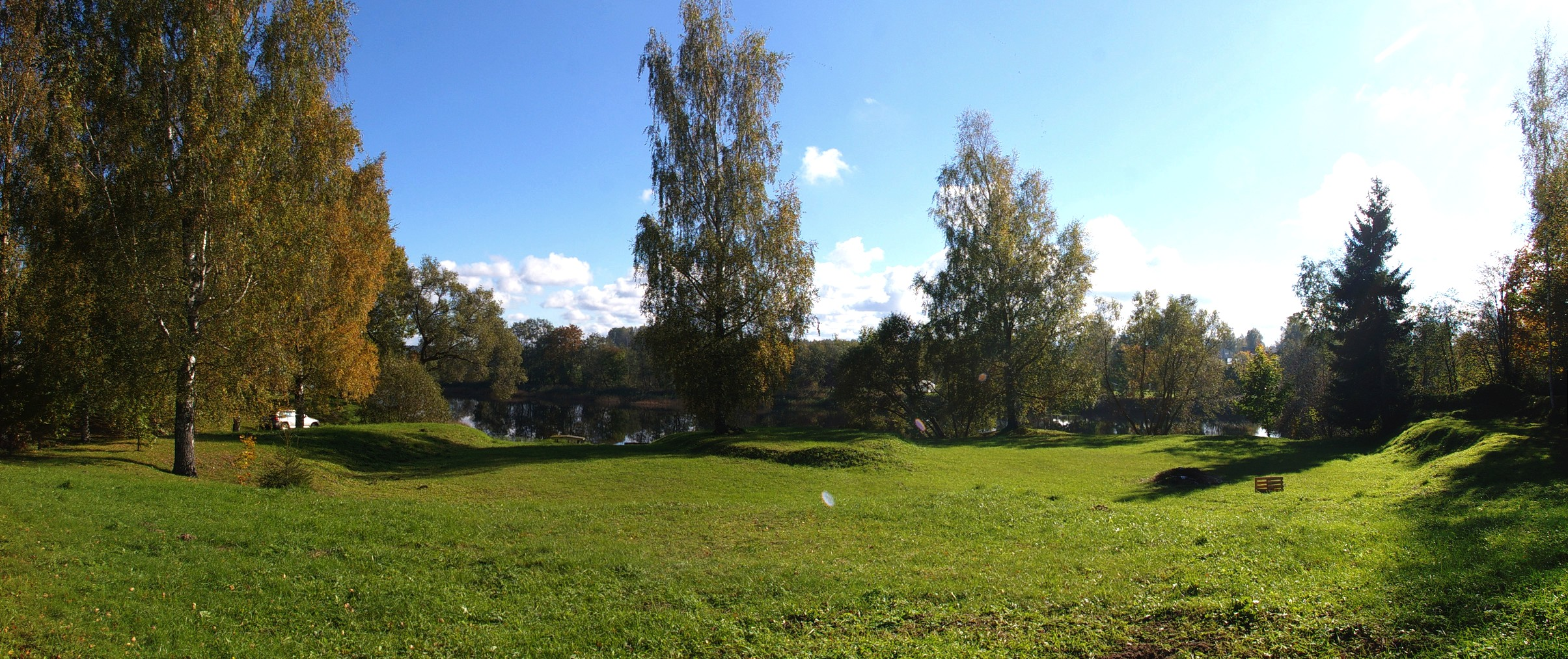
Overzichtsfoto

De Pulli-nederzetting, gelegen aan de rechteroever van de Pärnu-rivier in Estland, vertegenwoordigt de oudste bekende menselijke bewoning in het land. Op slechts twee kilometer afstand van de stad Sindi en veertien kilometer van Pärnu, werd Pulli ongeveer 11.000 jaar geleden gesticht, aan het begin van het 9e millennium voor Christus. Een opmerkelijke ontdekking was een hondentand, wat het eerste bewijs is voor het bestaan van gedomesticeerde honden op Estlands grondgebied.
Archeologische opgravingen, uitgevoerd tussen 1968 en 1976, brachten in totaal 1175 artefacten aan het licht, die voornamelijk gereedschappen van vuursteen omvatten, met name pijlpunten. Ook werden enkele voorwerpen van bot gevonden, zoals visgerei en accessoires gemaakt van dierenklauwen.
De Pulli-nederzetting onderscheidt zich door het uitgebreide gebruik van geïmporteerd zwarte vuursteen van hoge kwaliteit, afkomstig uit Zuid-Litouwen en Belarus. Deze vuursteen is identiek aan exemplaren die elders zijn gevonden, wat suggereert dat deze door de bewoners werd meegebracht.
Waarschijnlijk afkomstig uit het zuiden, trokken de bewoners van Pulli na het smelten van het ijs langs de Daugava-rivier in Letland, langs de kust van de Oostzee en bereikten uiteindelijk de monding van de Pärnu-rivier. In 9000 v.Chr. bevond de nederzetting zich op de plek waar de Pärnu-rivier in de Oostzee stroomde, ongeveer 14-16 kilometer stroomopwaarts van de huidige locatie.
Drie betrouwbare C14-dateringen wijzen op de vroege Mesolithische periode, waarbij de gemiddelde datering rond 8950 voor Christus ligt. De nederzetting wordt geassocieerd met de Kundacultuur.
Het gebied rond de Pärnu-rivier vertoont sporen van bewoning gedurende verschillende millennia, waarbij de bewoners zich aanpasten aan veranderende kustlijnen veroorzaakt door transgressies van zeeën en meren.